# Rubus bloxamii
Rubus bloxamii är en rosväxtart som först beskrevs av Charles Cardale Babington, och fick sitt nu gällande namn av Edwin Lees. Rubus bloxamii ingår i släktet rubusar, och familjen rosväxter. Inga underarter finns listade i Catalogue of Life.